# Vari (Rússia)
Vari (en rus: Вары) és un poble del krai de Perm, a Rússia, que pertany al districte rural de Bolxessosnovski. El 2010 tenia 120 habitants.